# Bundesweiter Umwelt- und Verkehrskongress
Der Bundesweite Umwelt- und Verkehrskongress (BUVKO) ist ein deutscher Kongress zum Themenbereich Umwelt und Verkehr, bei dem Wissenschaftler, Umwelt- und Verkehrsverbände sowie eine interessierte Öffentlichkeit zusammentreffen. Er ging 2001 aus dem Bürgerinitiativen-Verkehrskongress (BIVKO) hervor und findet alle zwei Jahre in einer anderen Stadt statt. Behandelt werden Aspekte wie etwa Sanfte Mobilität, Mobilitätsmanagement, oder nachhaltige Verkehrspolitik.

## Geschichte
Im Jahr 1978 organisierten Bürgerinitiativen aus Berlin aus Wunsch an einer Zusammenarbeit mit anderen Initiativen gemeinsam den ersten BIVKO. Auf dem Kongress konnten bald bundesweit Kontakte zu Wissenschaftlern und anderen in der Verkehrspolitik Aktiven geknüpft werden. Da der Anteil der Bürgerinitiativen bei den Teilnehmenden prozentual zurückging und immer mehr Wissenschaftler und Vertreter von Verwaltungen, Verbänden sowie Parteien teilnahmen, wurde der Bürgerinitiativen-Verkehrskongress im Jahr 2001 in Bundesweiter Umwelt- und Verkehrskongress umbenannt. Veranstaltet wird der BUVKO von den beiden Vereinen Umkehr e. V. und FUSS e. V.
Zu den Referenten zählen neben Vertretern von Verbänden, Ministerien und Verwaltungen auch namhafte Verkehrs- und Umweltwissenschaftler, bislang bspw. Hermann Knoflacher, Karl Ganser, Udo Becker, Dirk Zumkeller oder Heiner Monheim. Auch seitens der Politik wird der BUVKO beachtet, so bezeichnete der frühere Umweltminister Sigmar Gabriel den BUVKO als „wesentliches Bindeglied zwischen den NGOs im Umwelt- und Verkehrsbereich und Wissenschaftlern, Verwaltungen und der Politik“.
Die Tagung geht jeweils über ein Wochenende und hat mehrere hundert Teilnehmende. Beim 22. BUVKO gab es insgesamt 440 Teilnehmerinnen und Teilnehmern an der Hochschule Darmstadt.

### Tagungsorte
Der BUVKO wird alle zwei Jahre in einer anderen Stadt durchgeführt, jeweils mit einem besonderen Themenschwerpunkt und Motto.
| Jahr | Tagungsort           | Motto                                                            |
| ---- | -------------------- | ---------------------------------------------------------------- |
| 1978 | Berlin               |                                                                  |
| 1979 | Mülheim an der Ruhr  |                                                                  |
| 1981 | Stuttgart            |                                                                  |
| 1983 | Kiel                 |                                                                  |
| 1985 | Kassel               |                                                                  |
| 1987 | Karlsruhe            |                                                                  |
| 1989 | Hannover             |                                                                  |
| 1991 | Frankfurt am Main    |                                                                  |
| 1993 | Halle/Saale          |                                                                  |
| 1995 | Hamburg              | «Ohne uns läuft nichts»                                          |
| 1997 | Freiburg im Breisgau | «Flächenbahn statt Fliegerwahn»                                  |
| 1999 | Köln                 |                                                                  |
| 2001 | Leipzig              | «Verkehr beginnt im Kopf»                                        |
| 2003 | München              | «MobilitätsPlus trotz HaushaltsMinus»                            |
| 2005 | Bremen               | «EU vor Ort: nachhaltig mobil!»                                  |
| 2007 | Stuttgart            | «Demografischer Wandel und Mobilität»                            |
| 2009 | Dresden              | «Kurze Wege zu einem besseren Klima»                             |
| 2011 | Trier                | «Grenzen des Verkehrs, Verkehr ohne Grenzen?»                    |
| 2013 | Berlin               | «Städte in Zukunft: grün und mobil?»                             |
| 2015 | Erfurt               | «Bewegte Innenstädte mit fairer Mobilität»                       |
| 2017 | Wuppertal            | «Lebens(t)raum Straße – ökologisch und sozial»                   |
| 2019 | Darmstadt            | «Mensch und Stadt in Bewegung»                                   |
| 2021 | München und online   | «Ist noch 'Platz da!'? Mehr Raum für Menschen»                   |
| 2023 | Lüneburg             | «Was uns antreibt – gesund und klimaschonend unterwegs»          |
| 2025 | Karlsruhe            | «Gemeinsam cool bleiben – Auf dem Weg zum urbanen Wohlfühlklima» |

Wichtige Ergebnisse der letzten Kongresse sind zum Beispiel das Trierer Manifest zu nachhaltiger Mobilität, oder der Berliner Appell zur Stadt- und Freiraumplanung.

## Weblink
- Internetauftritt des Bundesweiten Umwelt- und Verkehrskongresses